# Norwegische Badmintonmeisterschaft 2020
Die Norwegische Badmintonmeisterschaft 2020 fand vom 18. bis zum 20. September 2020 in Kristiansand statt.

## Sieger und Platzierte
| Disziplin    | Gold                                        | Silber                        | Bronze                                      |
| ------------ | ------------------------------------------- | ----------------------------- | ------------------------------------------- |
| Herreneinzel | Markus Barth                                | Peter Rønn Stensæth           | Torjus Flåtten                              |
| Herreneinzel | Markus Barth                                | Peter Rønn Stensæth           | Mattias Xu                                  |
| Dameneinzel  | Emilie Sotnes Hamang                        | Sofia Louis Macsali           | Vilde Espeseth                              |
| Dameneinzel  | Emilie Sotnes Hamang                        | Sofia Louis Macsali           | Helene Abusdal                              |
| Herrendoppel | Carl Christian Mork Fredrik Kristensen      | Magnus Christensen Mattias Xu | Vegard Rikheim Torjus Flåtten               |
| Herrendoppel | Carl Christian Mork Fredrik Kristensen      | Magnus Christensen Mattias Xu | Marius Myhre Mathias Ji Hong                |
| Damendoppel  | Sofia Louis Macsali Emilia Petersen Norberg | Emma Wåland Natalie Syvertsen | Julie Marie Andersen Abusdal Helene Abusdal |
| Damendoppel  | Sofia Louis Macsali Emilia Petersen Norberg | Emma Wåland Natalie Syvertsen | Aimee Hong Marie Christensen                |
| Mixed        | Fredrik Kristensen Natalie Syvertsen        | Magnus Christensen Aimee Hong | Mads Marum Vilde Espeseth                   |
| Mixed        | Fredrik Kristensen Natalie Syvertsen        | Magnus Christensen Aimee Hong | Sturla Flåten Jørgensen Marie Christensen   |